# 제7원정수송여단
제7원정수송여단(7th Transportation Brigade (Expeditionary))은 미국 육군 수송대의 여단이다. 버지니아주 랭글리-유스티스 합동기지(JBLE)의 포트 유스티스에 본부를 두고 있다.

## 역사

### 제2차 세계 대전
부대는 제2차 세계 대전 초기인 1942년 7월 6일에 제7승선항만대으로 재정되어 6일 뒤의 7월 12일에 사우스캐롤라이나주 노스찰스턴의 육군 주둔지에서 창설되었다. 7월 31일에 수송대 소속 부대로 지정되고 1944년 3월 7일 영국으로 보내져 글래스고 항구와 벨파스트 항구를 통제하였다. 1945년 VE 데이를 넘기고 8월에 일본군이 항복한 직후, 고베 항으로 배치되었다. 점령군의 항구를 통한 출입국을 통제하던 도중인 1946년 6월 30일에 제7중형항만대로 재편되었고, 12월 5일에 해산하였다.

### 한국 전쟁
부대는 1948년 3월 9일에 뉴욕주 포트 해밀턴에서 재소집되어, 4월 1일에 제7수송중형항만대로 개편되었다. 한국 전쟁이 발발하자, 전쟁에 참가하여 부산에 상륙한 뒤에 부산 기지사령부의 예하부대로 배치되었고, 계속 변화하여 제2군수사령부 아래에서 부산의 모두 항구를 운용 및 통제하였다. 1951년 12월 1일 제7수송요항만대, 1954년 3월 27일에 제7수송항구사령부 (C형)로 개편되었고, 1955년 6월 24일에 해산하였다.

### 냉전
베트남 전쟁을 위해 1966년 5월 4일에 버지니아 육군 국가방위군 제7수송사령부 (터미널 B)로서 7월 1일에 재소집되어, 1970년 11월 22일에 제7수송단 (터미널)으로 개편되었다. 종전 후에는 포트 유스티스와 스토리에 주둔하는 예하 수송대대의 서수가 제7, 10, 11, 24로 재조정되었다.
1990년 8월 9일, 제7수송단 본부는 예하부대인 제24수송대대와 함께 제22지원사령부에 배속되어 걸프 전쟁에 투입되었다.

### 21세기
2006년에 10월 16일, 전투지원부대 체제 도입으로 제7지원여단으로 재편성되고, 2012년 5월 17일에 여단 본부가 특수병력대대와 결합하였다.
2014년 1월 16일에 제7수송여단, 2014년 3월 21일, 제7원정수송여단으로 개편되고, 전구 작전을 위해 수상정을 관리하고 수상 터미널 지원을 맡는 새로운 임무를 부여받았다.

## 인식표

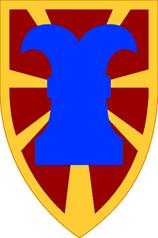
제7원정수송여단의 어깨 소매 휘장
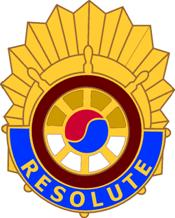
제7원정수송여단의 고유 부대 휘장

어깨 소매 휘장은 최초에 제7수송사령부를 위해 1967년 4월 3일에 승인되었다. 이것은 1984년 3월 1일에 제7수송단의 대원을 위해 인가되었고, 2006년 10월 17일에 제7지원여단에 맞게 재디자인되었고 설명과 상징물이 갱신이 발효되었고, 휘장은 제7수송여단을 위해 2014년 1월 16일에 다시 갱신되었다.
고유 부대 휘장은 제7수송단을 위해 1971년 9월 21일에 승인되었고, 부대가 제7지원여단, 제7수송여단으로 개편되자, 갱신되었다.

## 부대

제7수송여단 (원정) 소속 대대의 문장
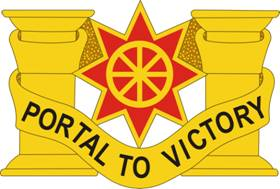
제10수송대대 (터미널)
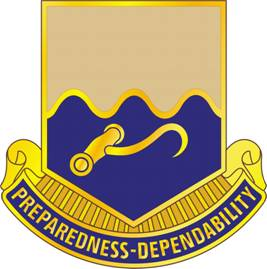
제11수송대대 (터미널)
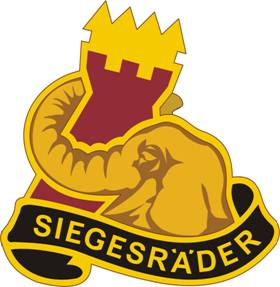
제53수송대대 (이동 통제)

이전
- 특수병력대대; 2006년 10월 16일 ~ 2014년 2월 13일
  - 제382수송전구개활부대 (382nd TTOE); 2006년 10월 16일 ~ 2014년 2월 13일[3]
- 본부 및 특수병력대대; 2012년 5월 17일 ~ 2014년 2월 13일, 폐지됨.
- 제23통신중대; 2014년 2월 13일, 폐지됨.
- 제510인적자원중대; 2014년 2월 13일, 폐지됨.

### 걸프 전쟁
걸프 전구에 1990년 8월 18일에 도착하여 1991년 8월 14일에 떠났다.
- 제140분견대 (계약 감독), AC
  - 제83분견대 (화물 문서화), AC
  - 제139분견대 (화물 문서화), USAR, Fort Totten, NY, 1990년 8월 26일
  - 제369분견대 (화물 문서화), AC
- 제160분견대 (계약 감독), AC, 버지니아 주, 포트 유스티스, 1990년 10월 13일/ Re - 1991년 8월 10일
  - 제145분견대 (화물 문서화), USAR, Hampton, VA, 1990년 8월 26일
  - 제157분견대 (화물 문서화), AC, 버지니아 주, 포트 유스티스, 1990년 9월 1일 ~ 1991년 8월 8일
  - 제166분견대 (화물 문서화), AC
  - 제394분견대 (화물 문서화), AC
- 제355분견대 (계약 감독, AC, 워싱턴 주, 포트 루이스
  - 제91분견대 (화물 문서화), USAR, Hampton, VA, 1990년 9월 11일 ~ 1991년 7월 5일
  - 제172분견대 (화물 문서화), AC
  - 제343분견대 (화물 문서화), USAR, 1990년 8월 26일
  - 제564분견대 (화물 문서화), AC
- 제390분견대 (계약 감독, AC, 켄터키 주, 포트 캠벨
  - 제545분견대 (화물 문서화), AC
  - 제585분견대 (화물 문서화), AC
  - 제596분견대 (화물 문서화), USAR, Charleston, SC, 1990년 8월 26일
- 제417분견대 (계약 감독, USAR, Baltimore, MD, 1990년 9월 19일
  - 제202분견대 (화물 문서화), USAR, Baltimore, MD, 1990년 8월 26일
  - 제628분견대 (화물 문서화), AC
- 제10수송대대 (터미널), AC, 버지니아 주, 포트 유스티스
  - 제155수송중대 (터미널 Service), AC, 버지니아 주, 포트 유스티스, 1990년 12월 12일/ Re- 1991년 6월 24일
  - 제368수송중대 (터미널 Service), AC, Fort Story, VA, 1990년 10월 13일/ Re- 1991년 8월 14일
  - 제685수송중대 (터미널 Transfer), USAR, Hobart, IN
  - 제706수송중대 (터미널 Transfer), USAR, Mansfield, OH
  - 제97수송중대 (Heavy Boat), AC, 버지니아 주, 포트 유스티스, 1991년 2월 11일
  - 제703수송중대 (Watercraft), 임시
  - 제329수송중대 (Heavy Boat), AC, 버지니아 주, 포트 유스티스
  - 제73수송중대 (Floating Craft), AC, 버지니아 주, 포트 유스티스, 1990년 9월 22일
  - 제558수송중대 (Floating Craft Maintenance), AC, 버지니아 주, 포트 유스티스
  - 제1098수송중대 (Medium Boat), AC, 버지니아 주, 포트 유스티스, 1990년 12월 13일
  - 제335분견대 (군수지원선), AC, 버지니아 주, 포트 유스티스
  - 제1099 분견대 (군수지원선), AC, 버지니아 주, 포트 유스티스, 1990년 9월 5일
  - 제137분견대 (Freight Consol/Distr), ARNG, Danville, KY, 1990년 8월 26일
  - 제276분견대 (화물 문서화), AC, 포트 스토리, VA, 1990년 10월 13일
- 제24수송대대 (터미널), AC, 버지니아 주, 포트 유스티스
  - 제119수송중대 (터미널 Service), AC, 버지니아 주, 포트 유스티스, 1990년 9월 22일
  - 제264수송중대 (터미널 Service), AC, 버지니아 주, 포트 유스티스
  - 제567수송중대 (터미널 Service), AC, 버지니아 주, 포트 유스티스
  - 제390수송중대 (터미널 Transfer), USAR, Ceiba, PR
  - 제650수송중대 (터미널 Transfer), USAR, 노스캐롤라이나 주, 월밍턴
  - 제551수송중대 (Cargo Transfer), AC, 버지니아 주, 포트 유스티스
  - 제1090분견대 (Freight Con/Distr), ARNG, Camp Beauregard, LA
  - 제159분견대 (중형 기중기), AC, 버지니아 주, 포트 유스티스
  - 제358분견대 (화물 문서화), AC, 버지니아 주, 포트 유스티스
  - 제491분견대 (화물 문서화), AC, 버지니아 주, 포트 유스티스
- 제68수송대대 (차량), AC, 포트 카슨
  - 제2수송중대
  - 제253수송중대 (L/M TRK), ARNG, Cape May Court House, NJ
  - 제1058수송중대 (L/M TRK), ARNG, Hingham, MA
  - 제513수송중대 (MDM TRK), AC, 워싱턴 주, 포트 루이스
  - 제890수송중대 (MDM TRK), USAR
  - 제1128수송중대 (MDM TRK), ARNG, Clayton, AL
  - 제1133수송중대 (MDM TRK), ARNG, Mason City, IA
  - 제90분견대 (터미널 Transfer), AC, 버지니아 주, 포트 유스티스
  - 제601분견대 (터미널 Transfer), AR, Rio Grande, TX
- 제180수송대대 (차량), AC, 텍사스 주, 포트 후드
  - 제1244수송중대 (L/M TRK), ARNG, Cairo, IL
  - 제24수송중대 (MDM TRK), AC, Fort Riley, KS
  - 제386수송중대 (MDM TRK), USAR, Natchez, MS
  - 제639수송중대 (MDM TRK), USAR, Kingsport, TN
  - 제762수송중대 (MDM TRK), USAR
  - 제1033수송중대 (MDM TRK), ARNG, Gate City, VA
  - 제406분견대 (터미널 Transfer), AC, 텍사스 주, 포트 후드
  - 제1404수송중대
- 제419수송대대 (차량), USAR, Peoria, IL
  - 제1461수송중대 (LT TRK), ARNG, Jackson, MI
  - 제263수송중대 (L/M TRK), ARNG, Cape May, NJ
  - 제1122수송중대 (L/M TRK), ARNG, Monticello, AR
  - 제131수송중대 (MDM TRK), ARNG, Williamstown, PA (1991년 1월 배속)
  - 제180수송중대 (MDM TRK), USAR, GraRapids, MI
  - 제619수송중대 (MDM TRK), USAR, Auburn, ME
  - 제639수송중대 (MDM TRK), USAR, Kingsport, TN
  - 제544분견대 (터미널 Transfer), AC, 버지니아 주, 포트 유스티스
- 제702수송대대 (차량) (임시), AC
  - 제1404수송중대 (L/M TRK), ARNG, Show Low, AZ

## 기록

### 계보
- 1942년 7월 6일, Headquarters and Headquarters Company, 7th Port of Embarkation
→제7승선항만대, 본부 및 본부중대
- 1945년 2월 27일, 7th Port
→제7항만대
- 1946년 6월 30일, 7th Medium Port
→제7중형항만대
- 1948년 4월 1일, 7th Transportation Medium Port
→제7수송중형항만대
- 1951년 12월 1일, 7th Transportation Major Port
정규군에 배정됨.
→제7수송주요항만대
- 1954년 3월 27일, 7th Transportation Port Command C
→제7수송항구사령부 C형
- 1966년 5월 4일, 7th Transportation Command
→제7수송사령부
- 1970년 11월 22일, 7th Transportation Group
→제7수송단
- 2006년 10월 16일, 7th Sustainment Brigade
→제7지원여단
- 2012년 5월 17일, Headquarters and Special Troops Battalion, 7th Sustainment Brigade
구성부대 재정과 동시에 해산됨.
→제7지원여단, 본부 및 특수병력대대
- 2014년 1월 16일, Headquarters and Headquarters Company, 7th Transportation Brigade
→제7수송여단, 본부 및 본부중대
- 2014년 3월 21일, Headquarters and Headquarters Company, 7th Transportation Brigade (Expeditionary)
→제7원정수송여단, 본부 및 본부중대

### 전역
| 스트리머           | 내역 |
| ------------------ | --- |
| 유럽-아프리카-중동 | 동부 전구 (스트리머에 글귀 없음) |
| 아시아-태평양      | (스트리머에 글귀 없음) |
| 한국 전쟁          | - UN 방어 - UN 공세 - CCF 개입 - 첫번째 UN 반격 - CCF 춘계 공세 - UN 하계-추계 공세 - 두번째 한국의 겨울 - 한국, 하계-추계 1952년 - 세번째 한국의 겨울 - 한국, 하계 1953년 |
| 서남아시아         | - 사우디아라비아 방위 - 쿠웨이트 방위와 해방 - 정전 |
| 테러와의 전쟁      | |
| 아프가니스탄       | 제3(III)차 통합 |
| 이라크             | - 이라크 Surge - 이라크 Sovereignty |

### 스트리머
| 스트리머                  | 내역                          |
| ------------------------- | ----------------------------- |
| 공로부대표창 (육군)       | 한국, 1950년 ~ 1951년         |
| 공로부대표창 (육군)       | 한국, 1953년 ~ 1954년         |
| 공로부대표창 (육군)       | 서남아시아, 1990년 ~ 1991년   |
| 공로부대표창 (육군)       | 서남아시아, 2004년 ~ 2005년   |
| 공로부대표창 (육군)       | 아프가니스탄, 2011년 ~ 2012년 |
| 대한민국 대통령 부대 표창 | 한국, 1950년 ~ 1952년         |
| 대한민국 대통령 부대 표창 | 한국, 1952년 ~ 1953년         |

## 참고

### 인용
1. ↑  Senior Airman Teresa J.C. Aber (2014년 3월 21일). “‘Resolute’ brigade transforms to 7th Transportation (Expeditionary)” (영어). 제633공군기지단 공보부. 2017년 2월 13일에 확인함.[깨진 링크(과거 내용 찾기)]
2. ↑  “7th Transportation Brigade”. 《tioh.army.mil》 (영어). The Institute of Heraldry. 2021년 1월 8일에 확인함.[깨진 링크(과거 내용 찾기)]
3. ↑  Senior Airman Teresa Aber (2014년 2월 7일). “382nd Transportation Theater Opening Element holds inactivation ceremony”. 《www.jble.af.mil》 (영어). 제633rd Air Base Group Public Affairs Office. 2017년 12월 3일에 확인함.
4. ↑  “Desert Shield / Desert Storm Order of Battles”. 《www.transportation.army.mil》 (영어). 미국 육군 수송대. 2017년 10월 11일. 2017년 11월 20일에 원본 문서에서 보존된 문서. 2017년 12월 3일에 확인함.

### 자료
- “7th Transportation Group” (PDF). 《transportation.army.mil》 (영어) (미국 육군 수송대 박물관). 2017년 1월 31일에 원본 문서 (PDF)에서 보존된 문서. 2017년 2월 13일에 확인함.
- “Headquarters and Headquarters Company, 7th Transportation Brigade” (영어). Center of Military History. 2014년 1월 16일. 2017년 2월 13일에 확인함.
- Mike Harris; Randy Nelson (2014년 7월 8일). “The 7th Transportation Brigade (Expeditionary)” (영어). 2017년 2월 13일에 확인함.